# Marte Mæhlum Johansen
Marte Mæhlum Johansen (* 5. Juli 1997) ist eine ehemalige norwegische Skilangläuferin.

## Werdegang
Johansen, die für den Østre Toten Skilag startete, nahm von 2013 bis 2017 an Juniorenrennen teil. Im März 2014 wurde sie in Mo i Rana norwegische Juniorenmeisterin über 7,5 km klassisch. Beim Europäischen Olympischen Winter-Jugendfestival 2015 in Steg gewann sie die Silbermedaille in der Mixed-Staffel und die Goldmedaille über 7,5 km klassisch. Zudem wurde sie dort Siebte über 5 km Freistil und Fünfte im Sprint. Bei den Nordischen Junioren-Skiweltmeisterschaften 2016 in Râșnov holte sie die Silbermedaille mit der Staffel und die Goldmedaille über 5 km klassisch. Im Rennen über 10 km Freistil errang sie dort den sechsten Platz. Im folgenden Jahr gewann sie bei den Nordischen Junioren-Skiweltmeisterschaften in Soldier Hollow die Silbermedaille über 5 km Freistil und die Goldmedaille im Skiathlon. Außerdem kam sie mit der Staffel auf den 11. Platz und im Sprint auf den achten Rang. Im März 2017 wurde sie in Harstad norwegische Juniorenmeisterin über 5 km klassisch. Ihr erstes Rennen im Scandinavian-Cup lief sie im Dezember 2017 in Vuokatti, das sie auf dem 32. Platz über 10 km Freistil beendete. Ihr Debüt im Weltcup hatte sie im März 2018 in Oslo, das sie auf dem 34. Platz im 30-km-Massenstartrennen beendete. Nach Platz 42 beim Lillehammer Triple zu Beginn der Saison 2018/19, holte sie in Beitostølen mit dem 24. Platz über 15 km Freistil ihre ersten Weltcuppunkte. Bei den U23-Weltmeisterschaften 2019 in Lahti wurde sie Zehnte über 10 km Freistil und Fünfte im 15-km-Massenstartrennen. Im März 2019 erreichte sie in Oslo mit dem 17. Platz im 30-km-Massenstartrennen ihr bestes Ergebnis im Weltcup. Im folgenden Jahr gewann sie bei den U23-Weltmeisterschaften in Oberwiesenthal die Silbermedaille über 10 km klassisch und die Goldmedaille mit der Staffel. Zudem errang sie dort den 19. Platz im 15-km-Massenstartrennen. Dies war ihre letzte Teilnahme an internationalen Wettbewerben.